# Alexandrine Le Normant d'Étiolles
Alexandrine Le Normant d'Étiolles, née le 10 août 1744 à Paris, et morte dans la même ville le 15 juin 1754, est une aristocrate française.

## Biographie
Fille de Jeanne-Antoinette Poisson — future Madame de Pompadour — et de son époux légitime, Charles-Guillaume Le Normant d'Étiolles, Alexandrine Le Normant d'Étiolles, dont la marraine est la fameuse Madame de Tencin, reste à la garde de sa mère lorsque le couple se sépare et est élevée à l'instar d'une princesse royale. En effet, en mars 1745, sa mère est devenue la favorite du roi Louis XV, bientôt titrée « Marquise de Pompadour ».
En 1749, Alexandrine Le Normant d'Étiolles est mise au couvent des Dames de l'Assomption, rue Saint-Honoré à Paris, où sont élevées les filles de la plus haute noblesse. Elle montre des dispositions précoces et fait de bonnes études. Toujours ambitieuse, sa mère la fait régulièrement venir auprès d'elle pour la montrer à la Cour et songe à la marier dès qu'elle atteint l'âge de huit ans, en 1752.
Madame de Pompadour envisage tout d'abord un mariage avec le marquis du Luc, fils naturel de Louis XV et de la comtesse de Vintimille, mais le roi montre peu d'intérêt pour ce projet.
Elle songe alors à se rabattre sur le duc de Fronsac, fils du maréchal de Richelieu, mais ce dernier se récuse, excipant de la nécessité d'obtenir l'accord de la famille de Lorraine-Harcourt, à laquelle appartenait son épouse et à travers elle du chef de la maison de Lorraine, à savoir l'empereur François Ier du Saint-Empire.
Madame de Pompadour finit par obtenir du duc de Chaulnes la promesse que son fils, le duc de Picquigny, épousera Alexandrine Le Normant d'Étiolles lorsque celle-ci atteindra ses treize ans ; en échange, le duc de Chaulnes sera nommé gouverneur du duc de Bourgogne, fils aîné du dauphin Louis, et la duchesse deviendra gouvernante des enfants de France.
Mais ce projet ne peut être mis à exécution : en effet, Alexandrine Le Normant d'Étiolles meurt à l'âge de neuf ans, d'une foudroyante crise d'appendicite et d'une péritonite, selon toute vraisemblance.

## Iconographie
- Jacques Saly, Alexandrine Le Normant d'Étiolles, buste en terre cuite, musée des beaux-arts de Valenciennes ;
- Attribué à François Boucher, Portrait d'Alexandrine Le Normant d'Étiolles jouant avec un chardonneret  (XVIIIe siècle), Galerie Alexis Bordes à Paris.